# Batalla de Starobilsk
La batalla de Starobilsk fue un enfrentamiento militar que comenzó el 25 de febrero de 2022, durante la invasión rusa de Ucrania de 2022.

## Antecedentes
Starobilsk (ucraniano: Старобільськ, en ruso: Старобельск) es una ciudad cerca de Lugansk, dentro del óblast de Luhansk, Ucrania. Sirve como el centro administrativo del raión de Starobilsk. El río Aidar corre al oeste del centro de la ciudad, creando un obstáculo natural.

## Batalla
Los enfrentamientos iniciales cerca de Starobilsk se informaron el 24 de febrero de 2022. El 25 de febrero de 2022, las Fuerzas Armadas de Ucrania afirmaron haber destruido una columna de soldados rusos que se habían preparado para cruzar el río Aidar. La afirmación no se ha verificado de forma independiente.